# رومان سنجر
رومان سنجر (بالأوكرانية: Санжар Роман Миколайович)‏ هو مدرب كرة قدم ولاعب كرة قدم أوكراني في مركز الوسط، ولد في 28 مايو 1979 في دونيتسك في أوكرانيا. لعب مع أولمبيك دونيتسك وزوريا لوهانسك وشاختار دونيتسك وميتالورغ دونيتسك.

## وصلات خارجية
- رومان سنجر على موقع اتحاد أوكرانيا (الإنجليزية)
- رومان سنجر على موقع قاعدة بيانات كرة القدم.إي يو (الإنجليزية)
- رومان سنجر على موقع Soccerbase.com (مدرب) (الإنجليزية)
- رومان سنجر على موقع Soccerway.com (الإنجليزية)
- رومان سنجر على موقع عالم كرة القدم.نت (الإنجليزية)